# Cité de Greater Geraldton
Pour les articles homonymes, voir Greenough et Geraldton.
La Cité de Greater Geraldton (City of Greater Geraldton en anglais) est une zone d'administration locale sur la côte est de l'Australie-Occidentale en Australie à environ 424 kilomètres au nord de Perth, la capitale de l'État. 
Elle résulte de la fusion du "comté de Greenough" et de la "cité de Geraldton" en 2007, et de la "comte de Mullewa" en 2011.
La zone est divisée en un certain nombre de localités:
- Cape Burney
- Drummond Cove
- Eradu
- Greenough
- Kojarena
- Minnenooka
- Moonyoonooka
- Mullewa
- Pindar
- Tardun
- Tenindewa
- Walkaway
- Wicherina

auxquelles il faut ajouter la ville de Geraldton divisée en quartiers:
- Beachlands
- Beresford
- Bluff Point
- Deepdale
- Geraldton
- Glenfield
- Karloo
- Mahomets Flats
- Moresby
- Mount Tarcoola
- Narngulu
- Rangeway
- Rudds Gully
- Spalding
- Strathalbyn
- Sunset Beach
- Tarcoola Beach
- Utakarra
- Waggrakine
- Wandina
- Webberton
- West End
- Wonthella
- Woorree

La zone a 14 conseillers et est découpée en 7 circonscriptions qui élisent chacune deux conseillers:
- Champion Bay Ward
- Chapman Ward
- Port Ward
- Tarcoola Ward
- Willcock Ward
- Hills Ward
- Mullewa Ward